# Danny Claeys
Danny Claeys (15 september 1955) is een Belgische politicus bij de CD&V en burgemeester van Nazareth.

## Biografie
Claeys volgde middelbaar onderwijs aan het Sint-Lievenscollege in Gent en studeerde daarna staat- en sociale wetenschappen aan de UGent alsook politieke en sociale wetenschappen aan de Universiteit Antwerpen. Daarna ging hij werken als ambtenaar en hij specialiseerde zich in sociaal onderzoek, urbane sociologie, stadsvernieuwing en sociale huisvesting. Van 1978 tot 1988 werkt hij bij de dienst planning en het infocentrum stadsvernieuwing in Gent. Daarna werkte hij tot 1991 als bestuurder woonbeleid bij de Vlaamse overheid. Vanaf 1991 werkte hij bij het CIBE (centrum voor overheidscommunicatie), waar hij uiteindelijk gedelegeerd bestuurder werd.
Claeys werd actief in de gemeentepolitiek in Nazareth. Hij werd er gemeenteraadslid in 1983 en was er schepen van 1984 tot 2005. Op 1 april 2005 volgde hij zijn partijgenoot Wilfried Maebe op als burgemeester, toen die op pensioen ging. Hij was de laatste burgemeester van de gemeente, die begin 2025 opging in de fusiegemeente Nazareth-De Pinte. Vervolgens verliet Claeys de politiek.